# 玉置信一

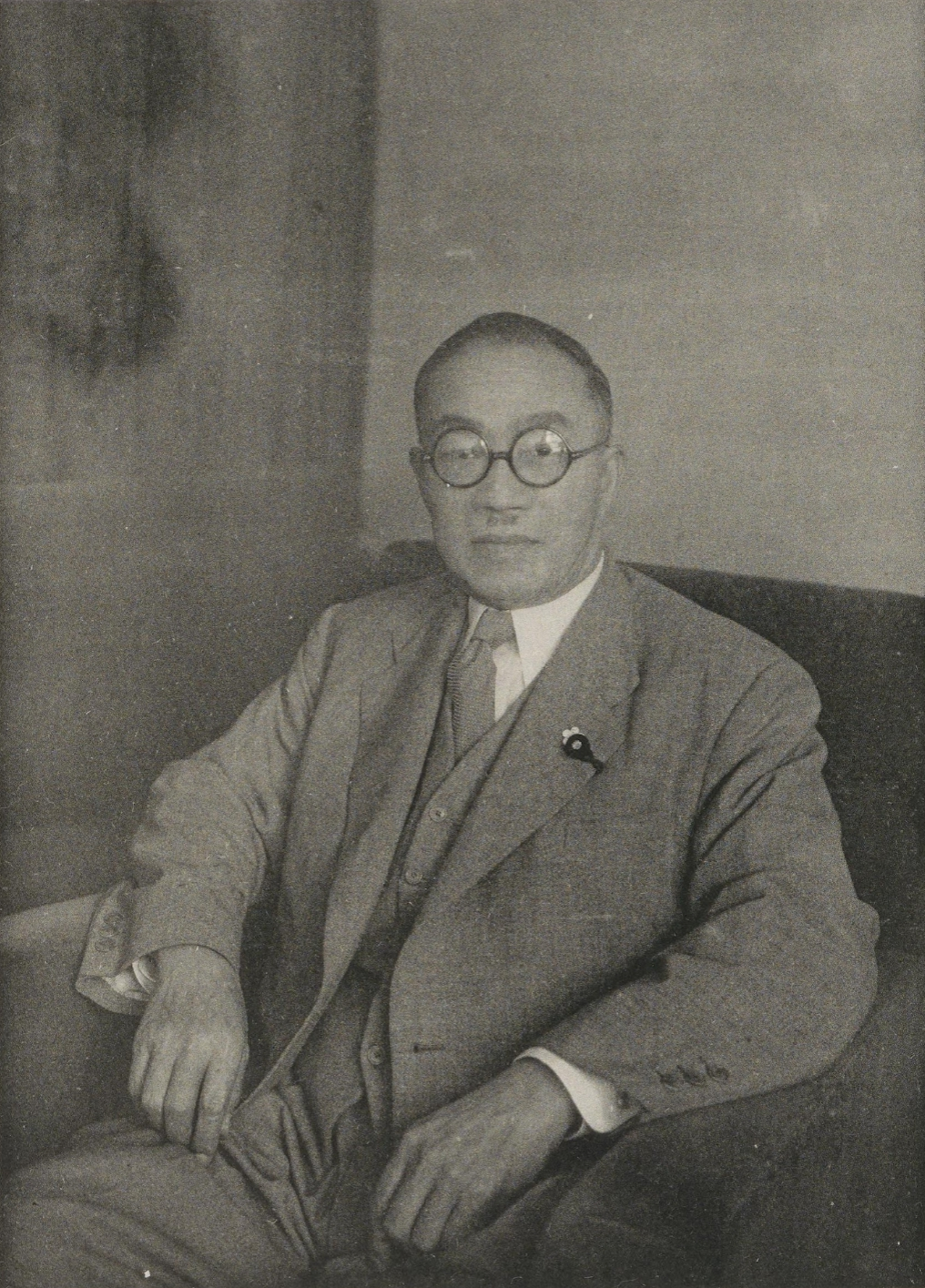
1953年

玉置 信一（たまき しんいち、1895年〈明治28年〉7月5日 - 1975年〈昭和50年〉6月11日）は、大正・昭和期の新聞記者、政治家。衆議院議員（3期）。

## 経歴
奈良県出身。1896年（明治29年）北海道樺戸郡、のちの新十津川村（現新十津川町）に移住。1923年（大正12年）満州法政学院政治経済科を卒業し新聞記者となる。
衆議院議員東武と知り合い、北海タイムス（北海道新聞の前身の一つ）の記者となる。1932年（昭和7年）北海道会議員に選出され、同参事会員、留萌町会議員、同議長を務めた。
1949年（昭和24年）1月、第24回衆議院議員総選挙で北海道第2区から民主自由党所属で出馬して初当選。その後、第26回総選挙まで連続3回当選。1955年（昭和30年）7月、第27回総選挙では次点で落選し、政界を引退した。この間、第5次吉田内閣で北海道開発政務次官を務め、港湾建設の推進などに尽力した。
その他、北海タイムス支局長、留萌商工会議所副会頭、留萌貿易協会長、留萌市教育復興会議議長、水工連冷蔵常務取締役、同胞救援国民運動総本部事務局長、丸一水産取締役社長、自由党総務、同政調会海運部副部長などを務めた。
政界引退後の1961年（昭和36年）北海道選挙管理委員会委員長に就任した。